# Idioma nande
El nande (también conocido como (Oru)Ndandi y Yira) es una lengua bantú hablada en la República Democrática del Congo. 
Los nande del Congo y los konjo de Uganda forman un único grupo étnico, cuya autodenominación es yira (bayira). Según su tradición, proceden de las montañas Rwenzori que se extienden entre los dos países. Sus hablas están tan cercanas que se consideran simplemente dialectos divergentes de una misma lengua.

## Dialectos
El nande tiene diversas variantes dialectales: nande (propiamente dicho), kumbule, mate, tangi, sanza, shu, songola (songoora Nyangala), swaga / kira. (en lengua nande, todas estas variedades se nombran con el prefijo eki- añadido). 
Algunos de los nande del Congo mantienen relaciones de tipo señor-vasallo con los pigmeos efé.
- Datos: Q3196953